# Gabriel Narutowicz

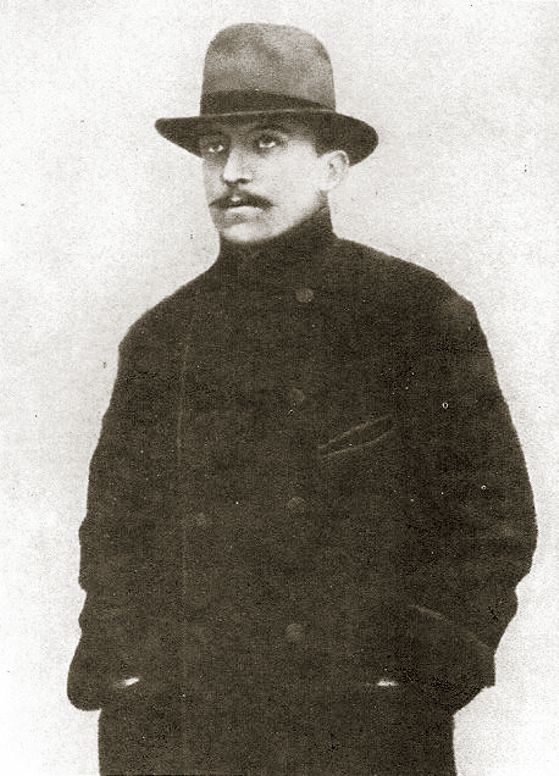
Gabriel Narutowicz jako student w Zurychu (przed 1891)

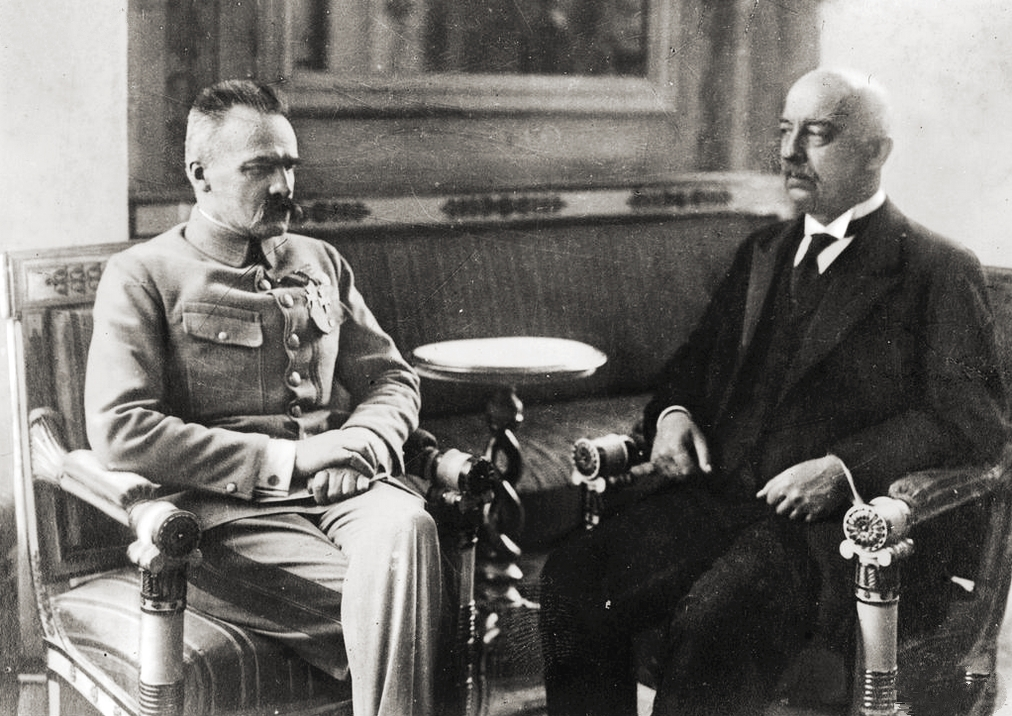
W rozmowie z Józefem Piłsudskim (1922)

Gabriel Narutowicz (ur. 17 marca?/29 marca 1865 w Telszach, zm. 16 grudnia 1922 w Warszawie) – polski inżynier hydrotechnik, elektryk, wolnomularz, pierwszy prezydent Rzeczypospolitej Polskiej (1922).
Profesor Politechniki w Zurychu, minister robót publicznych, minister spraw zagranicznych. Został zastrzelony przez zamachowca w gmachu Towarzystwa Zachęty Sztuk Pięknych w Warszawie.

## Życiorys
Pochodził ze Żmudzi, z tamtejszej szlachty herbu własnego. Ojciec, Jan Narutowicz – pełnił urząd sędziego powiatowego ziemskiego, był właścicielem wsi Brewiki na Żmudzi. Jako postępowy ziemianin jeszcze przed ogłoszeniem (22 stycznia 1863) manifestu powstańczego Rządu Narodowego zapowiadającego uwłaszczenie chłopów zniósł w swoich dobrach ziemskich pańszczyznę. Za udział w powstaniu styczniowym został skazany na rok więzienia. Wcześnie osierocił Gabriela, zmarł rok po jego urodzeniu. Matką Gabriela Narutowicza była Wiktoria ze Szczepkowskich, trzecia żona Jana Narutowicza. To ona przejęła ciężar wychowania synów po śmierci męża. Jako kobieta wykształcona i zafascynowana filozofią oświecenia wywarła duży wpływ na poglądy młodego Gabriela. W 1873 postanowiła przenieść się do Lipawy, aby uchronić swych synów przed nauką w szkole rosyjskiej, gdzie po upadku powstania styczniowego nasiliła się fala rusyfikacji. Brat – Stanisław, obywatel Republiki Litewskiej, był członkiem tymczasowego litewskiego parlamentu – Taryby i jego podpis widnieje na Deklaracji Niepodległości Litwy ogłoszonej przez Tarybę 16 lutego 1918 roku.
Ukończył gimnazjum w Lipawie na Łotwie, następnie podjął studia na Wydziale Matematyczno-Fizycznym Uniwersytetu w Petersburgu, ale z powodu choroby został zmuszony do ich przerwania. Dużą część życia spędził w Szwajcarii, gdzie w latach 1886–1891 studiował na Politechnice w Zurychu.
W czasie studiów pomagał Polakom, ściganym przez carat; związany był też z emigracyjną partią „Proletariat”. Uniemożliwiło mu to powrót do kraju, gdyż władze rosyjskie wydały nakaz jego aresztowania. Przyjął obywatelstwo szwajcarskie (1895), a po ukończeniu studiów pierwszą posadę otrzymał w biurze budowy kolei żelaznej w Sankt Gallen.
Był inżynierem i konstruktorem. W 1895 objął stanowisko szefa sekcji regulacji Renu, następnie był zatrudniony w biurze technicznym Kürsteinera. Jego prace zostały nagrodzone na Wystawie Międzynarodowej w Paryżu (1896), zyskał też sławę jako pionier elektryfikacji Szwajcarii. Kierował budową wielu hydroelektrowni w Europie Zachodniej, m.in. w Kubel (w pobliżu Sankt Gallen), Andelsbuch (w Bregenzerwald), Refrain (na rzece Doubs we Francji), Monthey (w kantonie Valais), w Montjovet (na rzece Dora Baltea we Włoszech), Buitreres (na rzece Rio Guadiaro w Hiszpanii), Etzelwerk (w Einsiedeln), a jego największym dziełem była elektrownia na rzece Aare w Mühlebergu pod Bernem o mocy 48 MW (obecnie 40 MW).
W 1907 został profesorem w katedrze budownictwa wodnego na Politechnice w Zurychu. W latach 1913–1919 pełnił tam funkcję dziekana. Zatrudniony w biurze inżynierskim Narutowicza był inż. Kazimierz Ślączka, jego późniejszy doradca ds. przemysłu naftowego. Był również członkiem szwajcarskiej komisji gospodarki wodnej. W 1915 został przewodniczącym międzynarodowej komisji regulacji Renu.
W czasie I wojny światowej brał udział w pracach Szwajcarskiego Komitetu Generalnego Pomocy Ofiarom Wojny w Polsce, należał do stowarzyszenia La Pologne et la Guerre w Lozannie i stopniowo zbliżył się do koncepcji realizowanych przez Józefa Piłsudskiego. We wrześniu 1919 roku, na zaproszenie polskiego rządu, przybył do kraju, gdzie aktywnie zaangażował się w odbudowę odrodzonego po rozbiorach państwa polskiego.
23 czerwca 1920 objął tekę ministra robót publicznych w rządzie Władysława Grabskiego i pozostał na tym stanowisku do 26 czerwca 1922 roku, pełniąc tę funkcję także w pierwszym rządzie Wincentego Witosa, a także w pierwszym i drugim rządzie Antoniego Ponikowskiego. Jako minister robót publicznych wykorzystywał swoje bogate doświadczenia z pracy w Szwajcarii, m.in. badał bieg Wisły na odcinku od Warszawy do Modlina i podejmował prace w sprawie jej regulacji oraz nadzorował prace nad budową hydroelektrowni w Porąbce na Sole.
28 czerwca 1922 r. został ministrem spraw zagranicznych w rządzie Artura Śliwińskiego i funkcję tę pełnił również w późniejszym rządzie Juliana Ignacego Nowaka. W dniach 14–16 września brał udział w oficjalnej wizycie naczelnika państwa w siedzibie królewskiej Sinaia w Rumunii, w trakcie której otrzymał Wielką Wstęgę Orderu Gwiazdy. W październiku, jako minister spraw zagranicznych, reprezentował Polskę na konferencji w Tallinnie. Przyczynił się do wzmocnienia sojuszu z Rumunią, zawartego 3 marca 1921 roku.
W wyborach w 1922 poparł Unię Narodowo-Państwową, związaną z Józefem Piłsudskim. Sam też kandydował z listy Państwowego Zjednoczenia na Kresach, jednak nie uzyskał mandatu poselskiego.

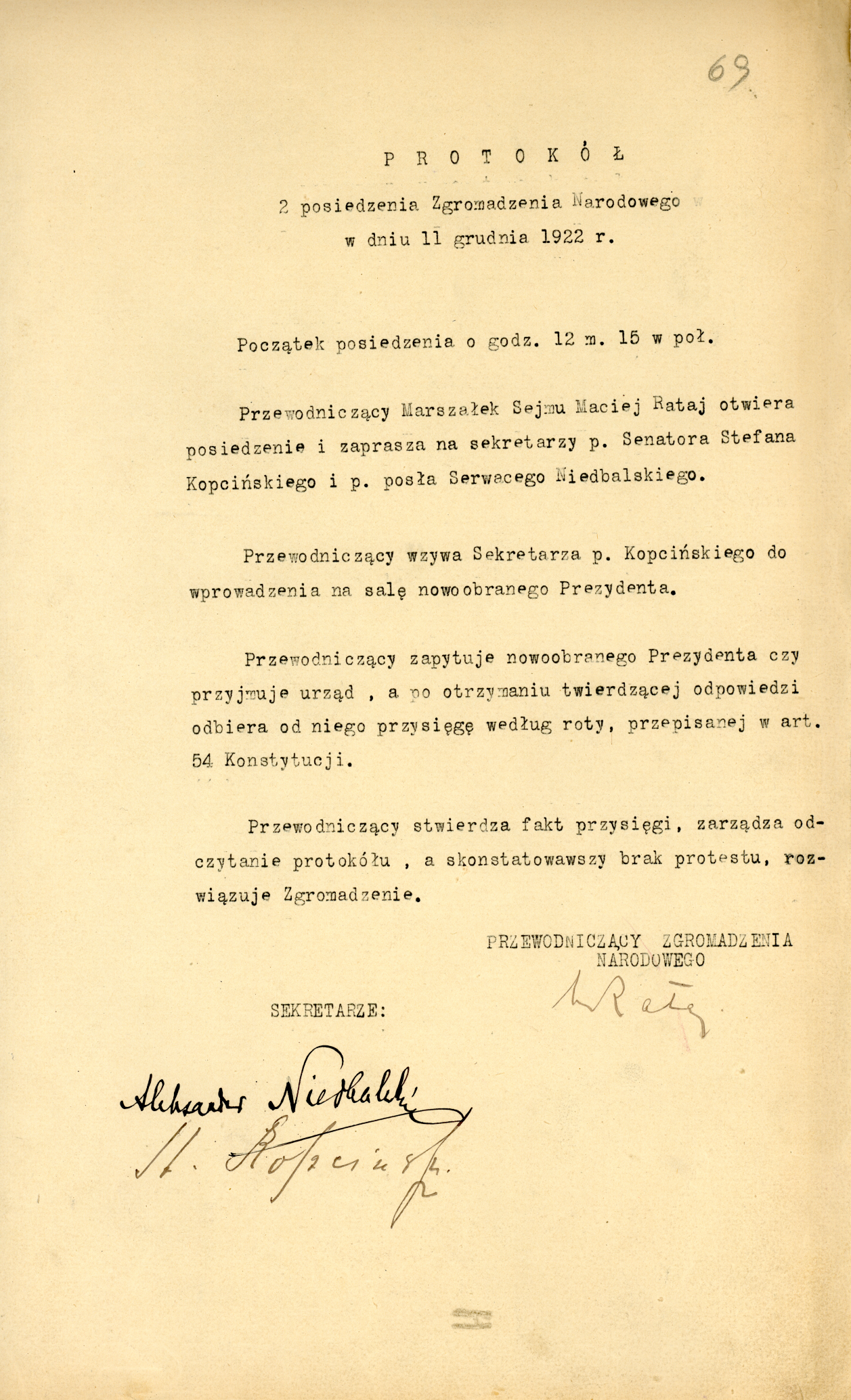
Protokół posiedzenia Zgromadzenia Narodowego z 11 grudnia 1922 roku powierzającego urząd Prezydenta Gabrielowi Narutowiczowi

W Warszawie w latach 1920–1922 mieszkał w jednym z budynków na terenie Łazienek Królewskich (nazwanym później domem Narutowicza), skąd w grudniu 1922 przeprowadził się do nowo wybudowanej własnej willi przy ul. Parkowej 23.
Po przegranych wyborach parlamentarnych Gabriel Narutowicz dalej pełnił funkcję ministra spraw zagranicznych w rządzie Juliana Nowaka. Wysunięcie w grudniu jego kandydatury na prezydenta było dla niego dużym zaskoczeniem. Kandydowanie odradzał mu m.in. Józef Piłsudski. Początkowo zamierzał odmówić, jednak ostatecznie przyjął propozycję złożoną mu przez działaczy PSL „Wyzwolenie”.
Pierwsza tura głosowania nie przyniosła rozstrzygnięcia. W kolejnej turze odpadł socjalistyczny kandydat Ignacy Daszyński, ale również następne nie przyniosły rozwiązania. Jako kolejni odpadali: kandydat połączonych klubów mniejszości narodowych: Jan Baudouin de Courtenay i wreszcie Stanisław Wojciechowski (obstawiany jako pewny konkurent endeckiego kandydata). W ostatniej turze, która musiała przynieść rozstrzygnięcie, głosowano zatem nad dwiema kandydaturami: Maurycego hr. Zamoyskiego i Gabriela Narutowicza.
Kandydatura Maurycego hr. Zamoyskiego była trudna do poparcia przez posłów „Piasta”, politycznie zbliżonych do endecji, gdyż był on największym posiadaczem ziemskim, a oba stronnictwa chłopskie („Piast” i „Wyzwolenie”) były zwolennikami radykalnej reformy rolnej.
O wyborze Gabriela Narutowicza przesądziły głosy lewicy, mniejszości narodowych oraz PSL „Piast”, które wbrew oczekiwaniom w ostatniej turze głosowania poparło Narutowicza, zamiast Zamoyskiego. W ostatniej turze głosowania posłowie endeccy usiłowali sprowokować awanturę, aby zerwać posiedzenie; występowali także z groźbami pod adresem posłów mniejszości narodowych, zwłaszcza Żydów. W wyniku rozstrzygającego głosowania Gabriel Narutowicz otrzymał 289 głosów, a hr. Zamoyski – 227 (29 głosów było nieważnych). Tym samym Narutowicz został pierwszym prezydentem Rzeczypospolitej Polskiej.
Zwycięstwo Narutowicza było bardzo dużym zaskoczeniem dla prawicy. Zaraz po wyborze Narutowicza warszawska młodzież związana z Narodową Demokracją zorganizowała demonstrację, w której pod hasłami „Precz z Narutowiczem”, „Precz z wybrańcem Żydów” nawoływała do oprotestowania wyborów. Napastliwą kampanię prasową przeciwko prezydentowi elektowi rozpętały endeckie gazety: „Gazeta Warszawska” oraz „Gazeta Poranna 2 Grosze”, zarzucając mu przynależność do masonerii, ateizm oraz zdobycie urzędu dzięki głosom mniejszości narodowych. Demonstrantów poparł sympatyzujący z endecją generał Józef Haller, którego prawica podczas manifestacji witała okrzykami „Niech żyje Haller, prezydent Polski”; podczas demonstracji wznoszono również okrzyki na cześć Benita Mussoliniego, przywódcy zamachu stanu we Włoszech z tego samego roku.

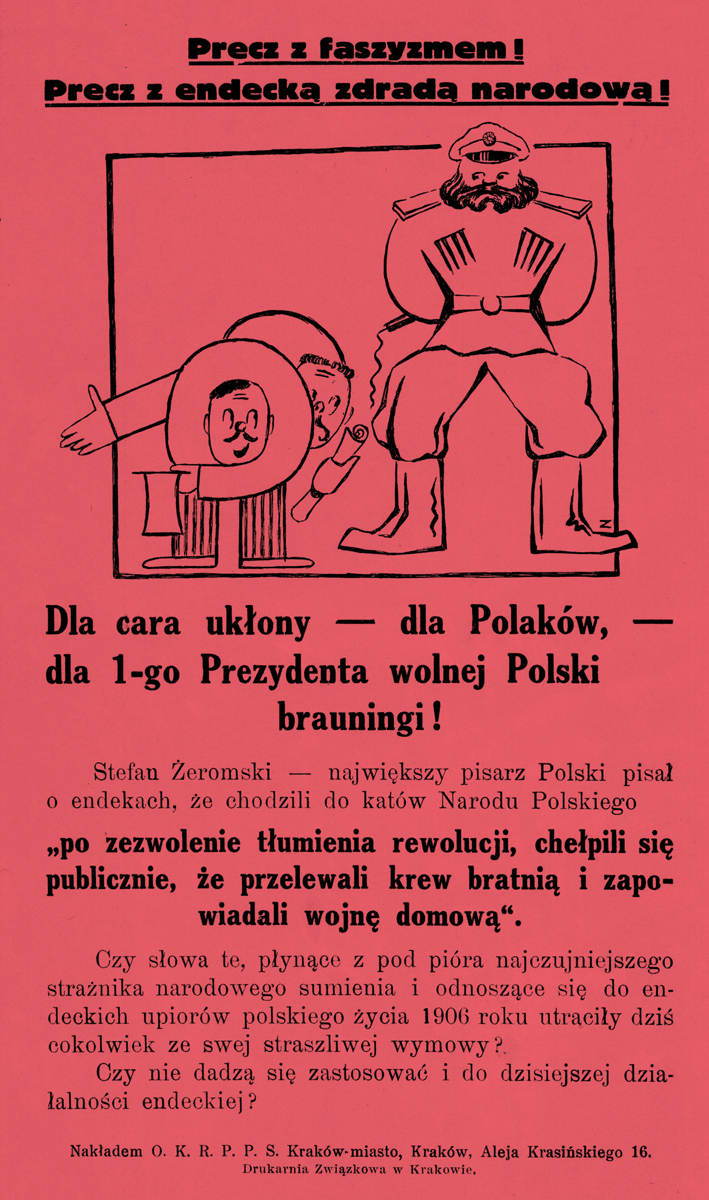
Ulotka PPS łącząca śmierć Narutowicza z kolaboracją endecji z zaborcą oraz walkami bratobójczymi doby rewolucji 1905 roku

Urząd Prezydenta Rzeczypospolitej Polskiej Gabriel Narutowicz pełnił przez pięć dni.
Jego zaprzysiężenie odbyło się 11 grudnia 1922. W dniu zaprzysiężenia demonstranci wyruszyli w rejon ulicy Wiejskiej, usiłując nie dopuścić do kompleksu sejmowego parlamentarzystów, którzy opowiedzieli się za Narutowiczem. Na placu Trzech Krzyży doszło do starć pomiędzy przeciwnikami i zwolennikami Narutowicza (robotnikami z PPS i nacjonalistyczną młodzieżą), w wyniku których rannych zostało kilkanaście osób.
Wbrew protokołowi premier Julian Nowak odmówił towarzyszenia Narutowiczowi w jego powozie w drodze na zaprzysiężenie prezydenta elekta do Sejmu, zastąpił go szef protokołu Stefan Przezdziecki. Wzdłuż trasy przejazdu powozu Narutowicza w asyście dwóch plutonów kawalerii z Łazienek do Sejmu zgromadzili się przeciwnicy jego wyboru, rzucający w prezydenta elekta śnieżkami i gałęziami, witając go wrogimi okrzykami, gwizdami i przekleństwami. Powozowi udało się przedostać przez barykadę wzniesioną z ławek parkowych na rogu Al. Ujazdowskich i ul. Pięknej. W tym czasie jeden z demonstrantów usiłował zadać Narutowiczowi cios kijem z umocowaną żelazną gałką. Policja nie interweniowała. W Zgromadzeniu Narodowym, które odebrało od niego przysięgę, wzięli udział tylko jego zwolennicy.
Sytuacja, w której kreowano go na główną postać lewicy, nie odpowiadała Narutowiczowi. Kandydatem PSL „Wyzwolenie” został raczej przez przypadek. Nie spodziewał się też wyboru na prezydenta (w pierwszej turze głosowania uzyskał jedynie 62 głosy; Zamoyski – 222). Gabriel Narutowicz próbował odciąć się od ataków prawicy.
Z tytułu objęcia urzędu Prezydenta RP został kawalerem Orderu Orła Białego i przewodniczącym jego Kapituły, a także kawalerem Wielkiej Wstęgi Orderu Odrodzenia Polski i przewodniczącym jego Kapituły.
W pierwszych dniach po zaprzysiężeniu spotkał się z przedstawicielami chadecji i kardynałem Aleksandrem Kakowskim. Liczył się z niemożliwością powołania w Sejmie rządu większościowego, dlatego podjął próby stworzenia rządu pozaparlamentarnego. Jego ukłonem w stronę prawicy było też zaproponowanie teki ministra spraw zagranicznych swojemu kontrkandydatowi Maurycemu Zamoyskiemu.
14 grudnia przybył uroczyście do Belwederu, gdzie odbył się akt przekazania mu władzy przez Naczelnika Państwa J. Piłsudskiego. Piłsudski oczekiwał prezydenta w swoim gabinecie wraz z premierem Julianem Nowakiem, marszałkiem Sejmu Maciejem Ratajem, marszałkiem Senatu Wojciechem Trąmpczyńskim, kilkoma ministrami, kilkoma członkami Adiutantury Generalnej i Gabinetu Cywilnego. Naczelnik wygłosił następujące oświadczenie (pisownia oryginalna):
„Naczelnik Państwa przywitał Prezydenta Rzeczypospolitej, zaznaczając, że przyjmuje go w szarej kurtce legionowej, w której przed czterema laty wszedł do Belwederu i w której pragnie go opuścić. Następnie Naczelnik Państwa oświadczył, że oprócz protokołu urzędowego, wymaganego przez ustawę, żądać będzie sporządzenia protokołu dodatkowego, zawierającego stwierdzenie jego kasy osobistej, stanu kasy i rachunkowości funduszów dyspozycyjnych i inwentarz ruchomości, stanowiących własność skarbu państwa.”
Po podpisaniu protokołu o przejęciu władzy i odebraniu przez prezydenta defilady oddziałów wojskowych na dziedzińcu belwederskim, J. Piłsudski zaprosił go na śniadanie, podczas którego wygłosił toast (zamieszczony w Monitorze Polskim z 15 grudnia 1922 r.):
„Panie Prezydencie Rzeczypospolitej!
Czuję się niezwykle szczęśliwym, że pierwszy w Polsce mam wysoki zaszczyt podejmowania w moim jeszcze domu i w otoczeniu mojej rodziny pierwszego obywatela Rzeczypospolitej Polskiej.
Panie Prezydencie, jako jedyny oficer polski służby czynnej, który dotąd nigdy przed nikim nie stawał na baczność, staję oto na baczność przed Polską, którą Ty reprezentujesz, wznosząc toast: Pierwszy Prezydent Rzeczypospolitej niech żyje!.”

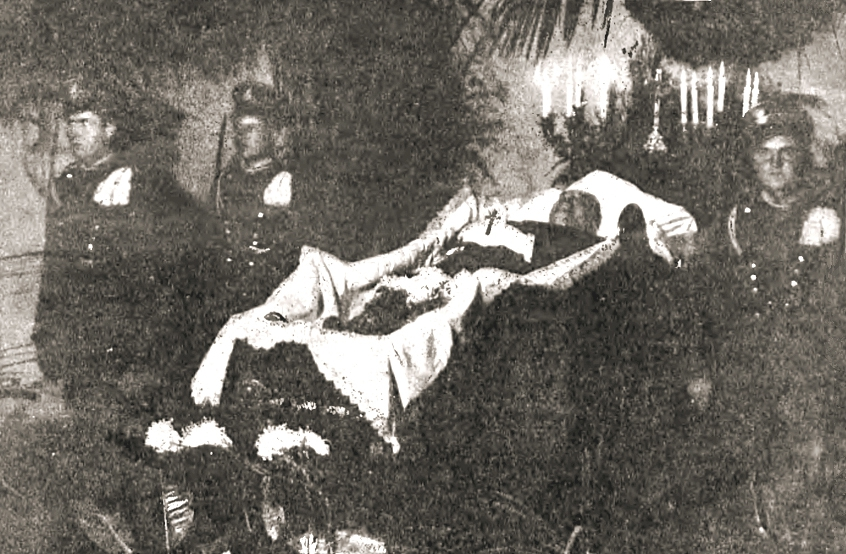
Straż honorowa przy trumnie zamordowanego Gabriela Narutowicza

Narutowicz, mimo ustania protestów 12 grudnia 1922 roku, wciąż otrzymywał listy z pogróżkami. Eskalacja agresji wymierzonej przeciwko prezydentowi sięgnęła zenitu 16 grudnia, kiedy podczas wizyty w gmachu Towarzystwa Zachęty Sztuk Pięknych Narutowicz został zastrzelony przez powiązanego z endecją malarza Eligiusza Niewiadomskiego. Śmierć pierwszego prezydenta II Rzeczypospolitej wywołała wzburzenie, a „Kurier Polski” pisał, iż „płomień do pochodni [Niewiadomskiego] wyszedł z tej atmosfery nienawiści i gwałtu, którą wytworzyły złe duchy Polski w dniach ostatnich”.

Uroczystość pogrzebowa Narutowicza odbyła się 19 grudnia 1922 roku. Niewiadomskiemu wytoczono proces o zamach na godność prezydenta Polski, zakończony wydaniem nań wyroku śmierci. Wyrok wykonany został 31 stycznia 1923 roku. 

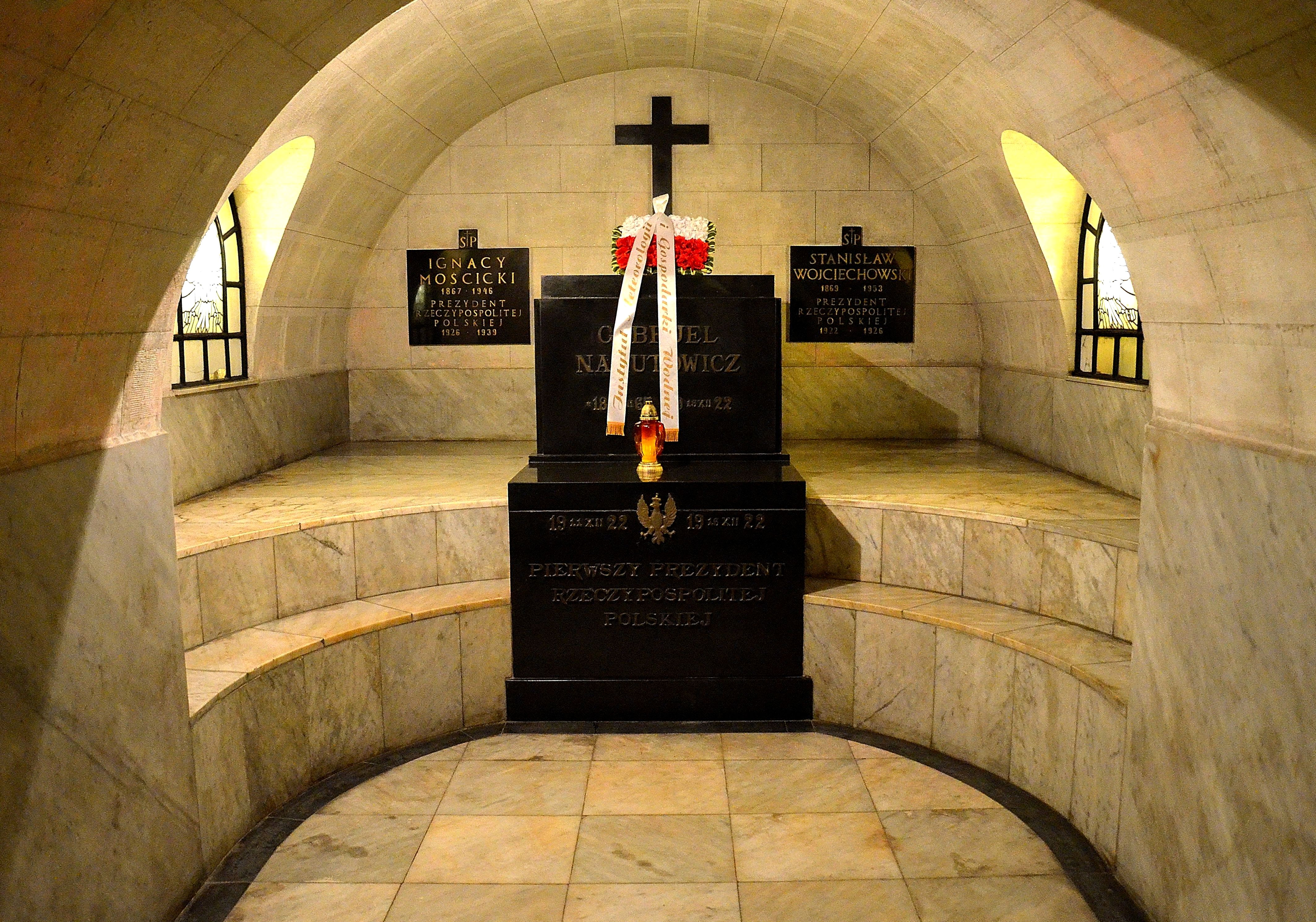
Grób Gabriela Narutowicza w podziemiach bazyliki archikatedralnej św. Jana Chrzciciela w Warszawie

## Rodzina
W 1901 ożenił się z Ewą Krzyżanowską (zm. 20.02.1920). Mieli dwoje dzieci: Annę (zm. 1987) i Stanisława, urzędnika MSZ (zm. 1951).

## W kulturze
- Julian Tuwim napisał wiersz pt. Pogrzeb prezydenta Narutowicza („Krzyż mieliście na piersi, a brauning w kieszeni”).
- Zabójstwo Narutowicza zostało przedstawione w polskim filmie fabularnym Śmierć prezydenta z 1977 w reżyserii Jerzego Kawalerowicza oraz w Marszałku Piłsudskim, który reżyserował Andrzej Trzos-Rastawiecki. Role Narutowicza zagrali Zdzisław Mrożewski (w Śmierci...) i Wojciech Duryasz (w Marszałku...).
- Krakowski zespół Hańba napisał piosenkę opowiadającą o zabójstwie Prezydenta Narutowicza pt. Narutowicz.

## Upamiętnienie

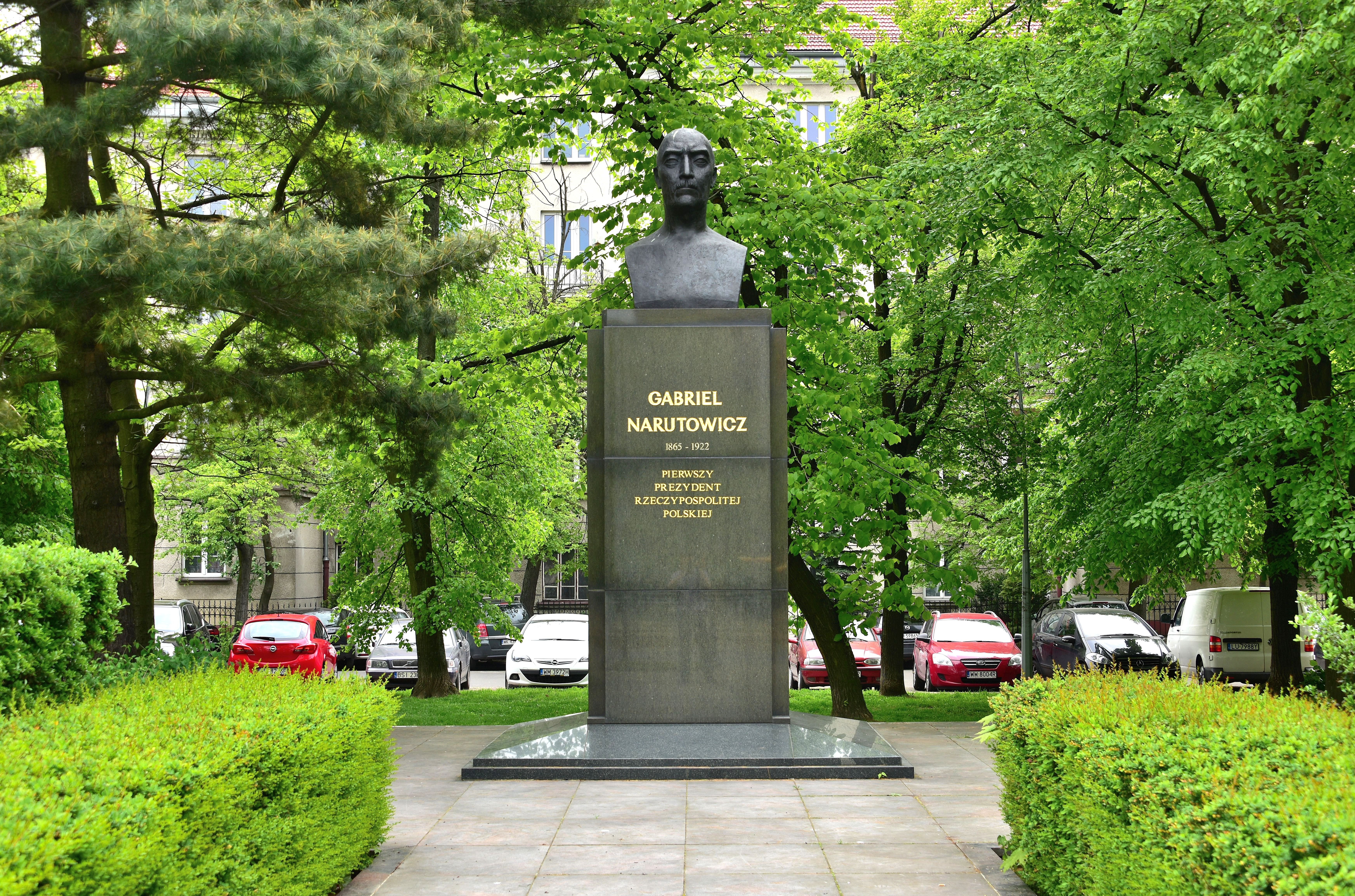
Pomnik Gabriela Narutowicza na placu jego imienia w Warszawie

- W czerwcu 1923 w westybulu Sejmu RP została odsłonięta tablica upamiętniająca Gabriela Narutowicza[39].
- 11 listopada 1938 Poczta Polska wprowadziła do obiegu blok nr 7 dla upamiętnienia 20. rocznicy odzyskania przez Polskę niepodległości. Jeden ze znaczków o wartości 25 gr. (numer katalogowy 324) przedstawia wizerunek Prezydenta RP Gabriela Narutowicza[40].
- 11 listopada 1988 Poczta Polska wprowadziła do obiegu serię 8 znaczków oraz blok nr 93 dla upamiętnienia 70. rocznicy odzyskania niepodległości Polski. Znaczek o wartości 200 zł (numer katalogowy 3028 i A3028 z bloku) przedstawia wizerunek Prezydenta RP Gabriela Narutowicza[41].
- W Krakowie, na terenie Prądnika Białego znajduje się ulica Gabriela Narutowicza[42], jego imieniem nazwano też Szpital Miejski Specjalistyczny.
- W Warszawie, w dzielnicy Ochota, znajduje się plac i pomnik Gabriela Narutowicza.
- Jego wizerunek znajduje się na 27. stronie polskich paszportów wydawanych od 5 listopada 2018 roku[43].
- W gmachu Sejmu R.P. znajduje się tablica upamiętniająca Gabriela Narutowicza, odsłonięta w 100 rocznicę zabójstwa[44][45].
- 11 grudnia 2022 do obiegu wszedł znaczek pocztowy z wizerunkiem Gabriela Narutowicza na podstawie rysunku Adama Grabowskiego[46].
- Na granicy Poznania i Suchego Lasu znajduje się wiadukt Gabriela Narutowicza.

## Wywód genealogiczny

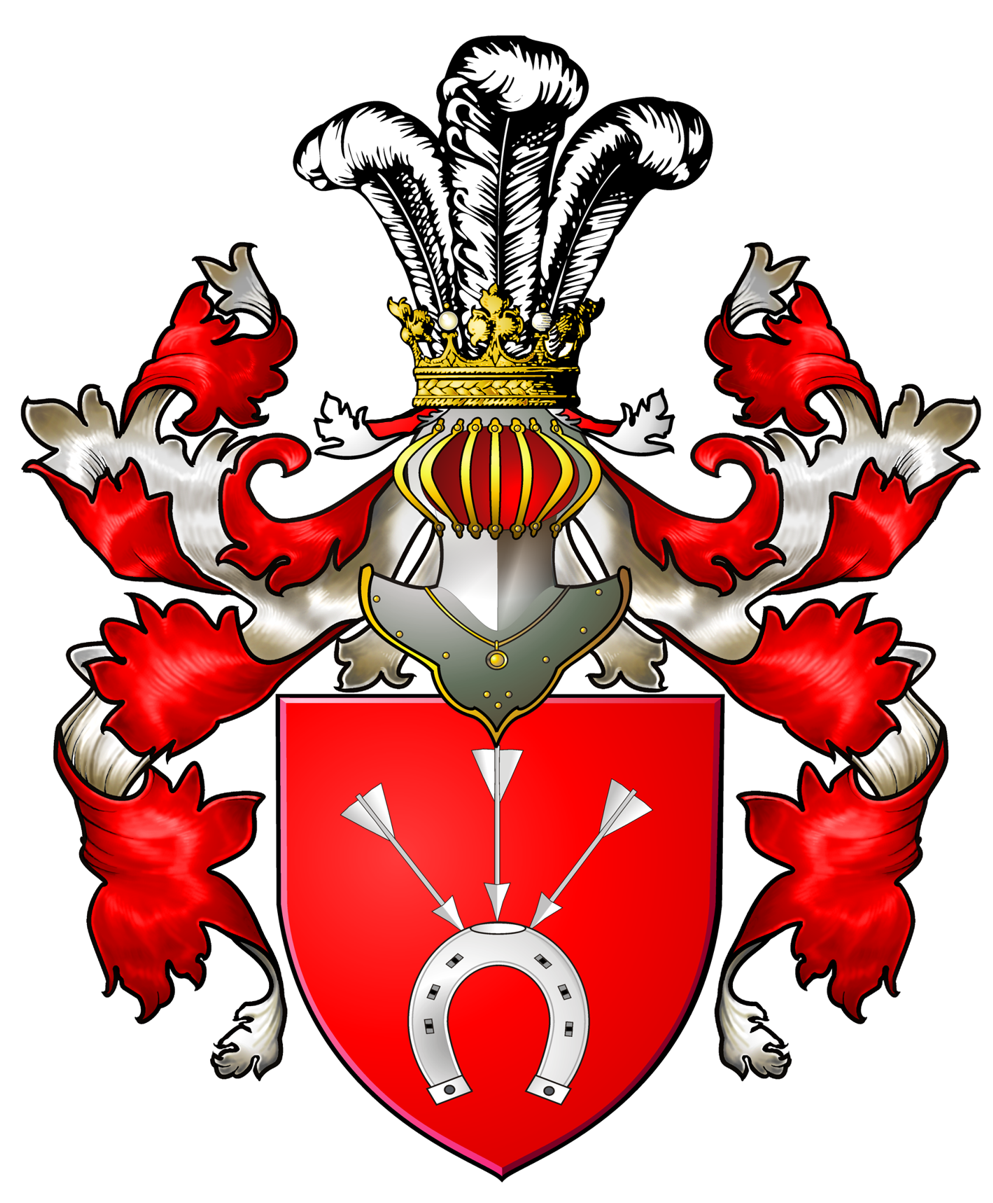
Herb Narutowiczów

|                     |                     |                     |                     |                     |                     |                    |                    |                      |                      |                            |                            |                            |                            |                            |                            |                      |                      |                      |                      |                      |                      |                      |                      |                      |                      |                      |                      |                  |                  |                     |                     |                     |                     | Kazimierz Ludwik Piłsudski | Kazimierz Ludwik Piłsudski | Kazimierz Ludwik Piłsudski | Kazimierz Ludwik Piłsudski | Kazimierz Ludwik Piłsudski | Kazimierz Ludwik Piłsudski |                     |                     | Rozalia z Puzynów     | Rozalia z Puzynów     | Rozalia z Puzynów     | Rozalia z Puzynów     | Rozalia z Puzynów     | Rozalia z Puzynów     |                          |                          |                            |                            |                            |                            |                              |                              |                              |                              |                              |                              |  |  |                        |                        |                        |                        |                        |                        |  |  |                     |                     |                     |                     |                     |                     |  |  |                     |                     |                     |                     |                     |                     |  |  |               |               |               |               |               |               |  |  |  |  |  |  |  |  |  |  |
|                     |                     |                     |                     |                     |                     |                    |                    |                      |                      |                            |                            |                            |                            |                            |                            |                      |                      |                      |                      |                      |                      |                      |                      |                      |                      |                      |                      |                  |                  |                     |                     |                     |                     | Kazimierz Ludwik Piłsudski | Kazimierz Ludwik Piłsudski | Kazimierz Ludwik Piłsudski | Kazimierz Ludwik Piłsudski | Kazimierz Ludwik Piłsudski | Kazimierz Ludwik Piłsudski |                     |                     | Rozalia z Puzynów     | Rozalia z Puzynów     | Rozalia z Puzynów     | Rozalia z Puzynów     | Rozalia z Puzynów     | Rozalia z Puzynów     |                          |                          |                            |                            |                            |                            |                              |                              |                              |                              |                              |                              |  |  |                        |                        |                        |                        |                        |                        |  |  |                     |                     |                     |                     |                     |                     |  |  |                     |                     |                     |                     |                     |                     |  |  |               |               |               |               |               |               |  |  |  |  |  |  |  |  |  |  |
|                     |                     |                     |                     |                     |                     |                    |                    |                      |                      |                            |                            |                            |                            |                            |                            |                      |                      |                      |                      |                      |                      |                      |                      |                      |                      |                      |                      |                  |                  |                     |                     |                     |                     |                            |                            |                            |                            |                            |                            |                     |                     |                       |                       |                       |                       |                       |                       |                          |                          |                            |                            |                            |                            |                              |                              |                              |                              |                              |                              |  |  |                        |                        |                        |                        |                        |                        |  |  |                     |                     |                     |                     |                     |                     |  |  |                     |                     |                     |                     |                     |                     |  |  |               |               |               |               |               |               |  |  |  |  |  |  |  |  |  |  |
|                     |                     |                     |                     |                     |                     |                    |                    |                      |                      |                            |                            |                            |                            |                            |                            |                      |                      |                      |                      |                      |                      |                      |                      |                      |                      |                      |                      |                  |                  |                     |                     |                     |                     |                            |                            |                            |                            | Kazimierz Piłsudski        | Kazimierz Piłsudski        | Kazimierz Piłsudski | Kazimierz Piłsudski | Kazimierz Piłsudski   | Kazimierz Piłsudski   |                       |                       | Anna z Billewiczów    | Anna z Billewiczów    | Anna z Billewiczów       | Anna z Billewiczów       | Anna z Billewiczów         | Anna z Billewiczów         |                            |                            |                              |                              |                              |                              |                              |                              |  |  |                        |                        |                        |                        |                        |                        |  |  |                     |                     |                     |                     |                     |                     |  |  |                     |                     |                     |                     |                     |                     |  |  |               |               |               |               |               |               |  |  |  |  |  |  |  |  |  |  |
|                     |                     |                     |                     |                     |                     |                    |                    |                      |                      |                            |                            |                            |                            |                            |                            |                      |                      |                      |                      |                      |                      |                      |                      |                      |                      |                      |                      |                  |                  |                     |                     |                     |                     |                            |                            |                            |                            | Kazimierz Piłsudski        | Kazimierz Piłsudski        | Kazimierz Piłsudski | Kazimierz Piłsudski | Kazimierz Piłsudski   | Kazimierz Piłsudski   |                       |                       | Anna z Billewiczów    | Anna z Billewiczów    | Anna z Billewiczów       | Anna z Billewiczów       | Anna z Billewiczów         | Anna z Billewiczów         |                            |                            |                              |                              |                              |                              |                              |                              |  |  |                        |                        |                        |                        |                        |                        |  |  |                     |                     |                     |                     |                     |                     |  |  |                     |                     |                     |                     |                     |                     |  |  |               |               |               |               |               |               |  |  |  |  |  |  |  |  |  |  |
|                     |                     |                     |                     |                     |                     |                    |                    |                      |                      |                            |                            |                            |                            |                            |                            |                      |                      |                      |                      |                      |                      |                      |                      |                      |                      |                      |                      |                  |                  |                     |                     |                     |                     |                            |                            |                            |                            |                            |                            |                     |                     |                       |                       |                       |                       |                       |                       |                          |                          |                            |                            |                            |                            |                              |                              |                              |                              |                              |                              |  |  |                        |                        |                        |                        |                        |                        |  |  |                     |                     |                     |                     |                     |                     |  |  |                     |                     |                     |                     |                     |                     |  |  |               |               |               |               |               |               |  |  |  |  |  |  |  |  |  |  |
|                     |                     |                     |                     |                     |                     |                    |                    |                      |                      |                            |                            |                            |                            |                            |                            |                      |                      |                      |                      |                      |                      |                      |                      |                      |                      | Antoni Billewicz     | Antoni Billewicz     | Antoni Billewicz | Antoni Billewicz | Antoni Billewicz    | Antoni Billewicz    |                     |                     | Helena z Michałowskich     | Helena z Michałowskich     | Helena z Michałowskich     | Helena z Michałowskich     | Helena z Michałowskich     | Helena z Michałowskich     |                     |                     | Piotr Paweł Piłsudski | Piotr Paweł Piłsudski | Piotr Paweł Piłsudski | Piotr Paweł Piłsudski | Piotr Paweł Piłsudski | Piotr Paweł Piłsudski |                          |                          | Teodora Urszula z Butlerów | Teodora Urszula z Butlerów | Teodora Urszula z Butlerów | Teodora Urszula z Butlerów | Teodora Urszula z Butlerów   | Teodora Urszula z Butlerów   |                              |                              |                              |                              |  |  |                        |                        |                        |                        |                        |                        |  |  |                     |                     |                     |                     |                     |                     |  |  |                     |                     |                     |                     |                     |                     |  |  |               |               |               |               |               |               |  |  |  |  |  |  |  |  |  |  |
|                     |                     |                     |                     |                     |                     |                    |                    |                      |                      |                            |                            |                            |                            |                            |                            |                      |                      |                      |                      |                      |                      |                      |                      |                      |                      | Antoni Billewicz     | Antoni Billewicz     | Antoni Billewicz | Antoni Billewicz | Antoni Billewicz    | Antoni Billewicz    |                     |                     | Helena z Michałowskich     | Helena z Michałowskich     | Helena z Michałowskich     | Helena z Michałowskich     | Helena z Michałowskich     | Helena z Michałowskich     |                     |                     | Piotr Paweł Piłsudski | Piotr Paweł Piłsudski | Piotr Paweł Piłsudski | Piotr Paweł Piłsudski | Piotr Paweł Piłsudski | Piotr Paweł Piłsudski |                          |                          | Teodora Urszula z Butlerów | Teodora Urszula z Butlerów | Teodora Urszula z Butlerów | Teodora Urszula z Butlerów | Teodora Urszula z Butlerów   | Teodora Urszula z Butlerów   |                              |                              |                              |                              |  |  |                        |                        |                        |                        |                        |                        |  |  |                     |                     |                     |                     |                     |                     |  |  |                     |                     |                     |                     |                     |                     |  |  |               |               |               |               |               |               |  |  |  |  |  |  |  |  |  |  |
|                     |                     |                     |                     |                     |                     |                    |                    |                      |                      |                            |                            |                            |                            |                            |                            |                      |                      |                      |                      |                      |                      |                      |                      |                      |                      |                      |                      |                  |                  |                     |                     |                     |                     |                            |                            |                            |                            |                            |                            |                     |                     |                       |                       |                       |                       |                       |                       |                          |                          |                            |                            |                            |                            |                              |                              |                              |                              |                              |                              |  |  |                        |                        |                        |                        |                        |                        |  |  |                     |                     |                     |                     |                     |                     |  |  |                     |                     |                     |                     |                     |                     |  |  |               |               |               |               |               |               |  |  |  |  |  |  |  |  |  |  |
|                     |                     |                     |                     |                     |                     |                    |                    |                      |                      |                            |                            |                            |                            |                            |                            |                      |                      |                      |                      |                      |                      |                      |                      |                      |                      |                      |                      |                  |                  |                     |                     |                     |                     |                            |                            |                            |                            |                            |                            |                     |                     |                       |                       |                       |                       |                       |                       |                          |                          |                            |                            |                            |                            |                              |                              |                              |                              |                              |                              |  |  |                        |                        |                        |                        |                        |                        |  |  |                     |                     |                     |                     |                     |                     |  |  |                     |                     |                     |                     |                     |                     |  |  |               |               |               |               |               |               |  |  |  |  |  |  |  |  |  |  |
|                     |                     | Jan Narutowicz      | Jan Narutowicz      | Jan Narutowicz      | Jan Narutowicz      | Jan Narutowicz     | Jan Narutowicz     |                      |                      | Wiktoria ze Szczepkowskich | Wiktoria ze Szczepkowskich | Wiktoria ze Szczepkowskich | Wiktoria ze Szczepkowskich | Wiktoria ze Szczepkowskich | Wiktoria ze Szczepkowskich |                      |                      |                      |                      |                      |                      | Hipolit Billewicz    | Hipolit Billewicz    | Hipolit Billewicz    | Hipolit Billewicz    | Hipolit Billewicz    | Hipolit Billewicz    |                  |                  | Zofia Zubow         | Zofia Zubow         | Zofia Zubow         | Zofia Zubow         | Zofia Zubow                | Zofia Zubow                |                            |                            |                            |                            | Maria z Billewiczów | Maria z Billewiczów | Maria z Billewiczów   | Maria z Billewiczów   | Maria z Billewiczów   | Maria z Billewiczów   |                       |                       | Józef Wincenty Piłsudski | Józef Wincenty Piłsudski | Józef Wincenty Piłsudski   | Józef Wincenty Piłsudski   | Józef Wincenty Piłsudski   | Józef Wincenty Piłsudski   |                              |                              |                              |                              |                              |                              |  |  |                        |                        |                        |                        |                        |                        |  |  |                     |                     |                     |                     |                     |                     |  |  |                     |                     |                     |                     |                     |                     |  |  |               |               |               |               |               |               |  |  |  |  |  |  |  |  |  |  |
|                     |                     | Jan Narutowicz      | Jan Narutowicz      | Jan Narutowicz      | Jan Narutowicz      | Jan Narutowicz     | Jan Narutowicz     |                      |                      | Wiktoria ze Szczepkowskich | Wiktoria ze Szczepkowskich | Wiktoria ze Szczepkowskich | Wiktoria ze Szczepkowskich | Wiktoria ze Szczepkowskich | Wiktoria ze Szczepkowskich |                      |                      |                      |                      |                      |                      | Hipolit Billewicz    | Hipolit Billewicz    | Hipolit Billewicz    | Hipolit Billewicz    | Hipolit Billewicz    | Hipolit Billewicz    |                  |                  | Zofia Zubow         | Zofia Zubow         | Zofia Zubow         | Zofia Zubow         | Zofia Zubow                | Zofia Zubow                |                            |                            |                            |                            | Maria z Billewiczów | Maria z Billewiczów | Maria z Billewiczów   | Maria z Billewiczów   | Maria z Billewiczów   | Maria z Billewiczów   |                       |                       | Józef Wincenty Piłsudski | Józef Wincenty Piłsudski | Józef Wincenty Piłsudski   | Józef Wincenty Piłsudski   | Józef Wincenty Piłsudski   | Józef Wincenty Piłsudski   |                              |                              |                              |                              |                              |                              |  |  |                        |                        |                        |                        |                        |                        |  |  |                     |                     |                     |                     |                     |                     |  |  |                     |                     |                     |                     |                     |                     |  |  |               |               |               |               |               |               |  |  |  |  |  |  |  |  |  |  |
|                     |                     |                     |                     |                     |                     |                    |                    |                      |                      |                            |                            |                            |                            |                            |                            |                      |                      |                      |                      |                      |                      |                      |                      |                      |                      |                      |                      |                  |                  |                     |                     |                     |                     |                            |                            |                            |                            |                            |                            |                     |                     |                       |                       |                       |                       |                       |                       |                          |                          |                            |                            |                            |                            |                              |                              |                              |                              |                              |                              |  |  |                        |                        |                        |                        |                        |                        |  |  |                     |                     |                     |                     |                     |                     |  |  |                     |                     |                     |                     |                     |                     |  |  |               |               |               |               |               |               |  |  |  |  |  |  |  |  |  |  |
|                     |                     |                     |                     |                     |                     |                    |                    |                      |                      |                            |                            |                            |                            |                            |                            |                      |                      |                      |                      |                      |                      |                      |                      |                      |                      |                      |                      |                  |                  |                     |                     |                     |                     |                            |                            |                            |                            |                            |                            |                     |                     |                       |                       |                       |                       |                       |                       |                          |                          |                            |                            |                            |                            |                              |                              |                              |                              |                              |                              |  |  |                        |                        |                        |                        |                        |                        |  |  |                     |                     |                     |                     |                     |                     |  |  |                     |                     |                     |                     |                     |                     |  |  |               |               |               |               |               |               |  |  |  |  |  |  |  |  |  |  |
|                     |                     |                     |                     | Gabriel Narutowicz  | Gabriel Narutowicz  | Gabriel Narutowicz | Gabriel Narutowicz | Gabriel Narutowicz   | Gabriel Narutowicz   |                            |                            |                            |                            | Stanisław Narutowicz       | Stanisław Narutowicz       | Stanisław Narutowicz | Stanisław Narutowicz | Stanisław Narutowicz | Stanisław Narutowicz |                      |                      | Joanna z Billewiczów | Joanna z Billewiczów | Joanna z Billewiczów | Joanna z Billewiczów | Joanna z Billewiczów | Joanna z Billewiczów |                  |                  | Bronisław Piłsudski | Bronisław Piłsudski | Bronisław Piłsudski | Bronisław Piłsudski | Bronisław Piłsudski        | Bronisław Piłsudski        |                            |                            | Maria z Koplewskich        | Maria z Koplewskich        | Maria z Koplewskich | Maria z Koplewskich | Maria z Koplewskich   | Maria z Koplewskich   |                       |                       | Józef Piłsudski       | Józef Piłsudski       | Józef Piłsudski          | Józef Piłsudski          | Józef Piłsudski            | Józef Piłsudski            |                            |                            | Aleksandra ze Szczerbińskich | Aleksandra ze Szczerbińskich | Aleksandra ze Szczerbińskich | Aleksandra ze Szczerbińskich | Aleksandra ze Szczerbińskich | Aleksandra ze Szczerbińskich |  |  |                        |                        |                        |                        |                        |                        |  |  | Adam Piłsudski      | Adam Piłsudski      | Adam Piłsudski      | Adam Piłsudski      | Adam Piłsudski      | Adam Piłsudski      |  |  | Kazimierz Piłsudski | Kazimierz Piłsudski | Kazimierz Piłsudski | Kazimierz Piłsudski | Kazimierz Piłsudski | Kazimierz Piłsudski |  |  | Jan Piłsudski | Jan Piłsudski | Jan Piłsudski | Jan Piłsudski | Jan Piłsudski | Jan Piłsudski |  |  |  |  |  |  |  |  |  |  |
|                     |                     |                     |                     | Gabriel Narutowicz  | Gabriel Narutowicz  | Gabriel Narutowicz | Gabriel Narutowicz | Gabriel Narutowicz   | Gabriel Narutowicz   |                            |                            |                            |                            | Stanisław Narutowicz       | Stanisław Narutowicz       | Stanisław Narutowicz | Stanisław Narutowicz | Stanisław Narutowicz | Stanisław Narutowicz |                      |                      | Joanna z Billewiczów | Joanna z Billewiczów | Joanna z Billewiczów | Joanna z Billewiczów | Joanna z Billewiczów | Joanna z Billewiczów |                  |                  | Bronisław Piłsudski | Bronisław Piłsudski | Bronisław Piłsudski | Bronisław Piłsudski | Bronisław Piłsudski        | Bronisław Piłsudski        |                            |                            | Maria z Koplewskich        | Maria z Koplewskich        | Maria z Koplewskich | Maria z Koplewskich | Maria z Koplewskich   | Maria z Koplewskich   |                       |                       | Józef Piłsudski       | Józef Piłsudski       | Józef Piłsudski          | Józef Piłsudski          | Józef Piłsudski            | Józef Piłsudski            |                            |                            | Aleksandra ze Szczerbińskich | Aleksandra ze Szczerbińskich | Aleksandra ze Szczerbińskich | Aleksandra ze Szczerbińskich | Aleksandra ze Szczerbińskich | Aleksandra ze Szczerbińskich |  |  |                        |                        |                        |                        |                        |                        |  |  | Adam Piłsudski      | Adam Piłsudski      | Adam Piłsudski      | Adam Piłsudski      | Adam Piłsudski      | Adam Piłsudski      |  |  | Kazimierz Piłsudski | Kazimierz Piłsudski | Kazimierz Piłsudski | Kazimierz Piłsudski | Kazimierz Piłsudski | Kazimierz Piłsudski |  |  | Jan Piłsudski | Jan Piłsudski | Jan Piłsudski | Jan Piłsudski | Jan Piłsudski | Jan Piłsudski |  |  |  |  |  |  |  |  |  |  |
|                     |                     |                     |                     |                     |                     |                    |                    |                      |                      |                            |                            |                            |                            |                            |                            |                      |                      |                      |                      |                      |                      |                      |                      |                      |                      |                      |                      |                  |                  |                     |                     |                     |                     |                            |                            |                            |                            |                            |                            |                     |                     |                       |                       |                       |                       |                       |                       |                          |                          |                            |                            |                            |                            |                              |                              |                              |                              |                              |                              |  |  |                        |                        |                        |                        |                        |                        |  |  |                     |                     |                     |                     |                     |                     |  |  |                     |                     |                     |                     |                     |                     |  |  |               |               |               |               |               |               |  |  |  |  |  |  |  |  |  |  |
|                     |                     |                     |                     |                     |                     |                    |                    |                      |                      |                            |                            |                            |                            |                            |                            |                      |                      |                      |                      |                      |                      |                      |                      |                      |                      |                      |                      |                  |                  |                     |                     |                     |                     |                            |                            |                            |                            |                            |                            |                     |                     |                       |                       |                       |                       |                       |                       |                          |                          |                            |                            |                            |                            |                              |                              |                              |                              |                              |                              |  |  |                        |                        |                        |                        |                        |                        |  |  |                     |                     |                     |                     |                     |                     |  |  |                     |                     |                     |                     |                     |                     |  |  |               |               |               |               |               |               |  |  |  |  |  |  |  |  |  |  |
| Anna Narutowiczówna | Anna Narutowiczówna | Anna Narutowiczówna | Anna Narutowiczówna | Anna Narutowiczówna | Anna Narutowiczówna |                    |                    | Stanisław Narutowicz | Stanisław Narutowicz | Stanisław Narutowicz       | Stanisław Narutowicz       | Stanisław Narutowicz       | Stanisław Narutowicz       |                            |                            |                      |                      | Kazimierz Narutowicz | Kazimierz Narutowicz | Kazimierz Narutowicz | Kazimierz Narutowicz | Kazimierz Narutowicz | Kazimierz Narutowicz |                      |                      |                      |                      |                  |                  |                     |                     |                     |                     |                            |                            |                            |                            |                            |                            |                     |                     |                       |                       |                       |                       | Wanda Piłsudska       | Wanda Piłsudska       | Wanda Piłsudska          | Wanda Piłsudska          | Wanda Piłsudska            | Wanda Piłsudska            |                            |                            | Jadwiga Piłsudska            | Jadwiga Piłsudska            | Jadwiga Piłsudska            | Jadwiga Piłsudska            | Jadwiga Piłsudska            | Jadwiga Piłsudska            |  |  | Andrzej Jaraczewski    | Andrzej Jaraczewski    | Andrzej Jaraczewski    | Andrzej Jaraczewski    | Andrzej Jaraczewski    | Andrzej Jaraczewski    |  |  | Wanda Piłsudska     | Wanda Piłsudska     | Wanda Piłsudska     | Wanda Piłsudska     | Wanda Piłsudska     | Wanda Piłsudska     |  |  |                     |                     |                     |                     |                     |                     |  |  |               |               |               |               |               |               |  |  |  |  |  |  |  |  |  |  |
| Anna Narutowiczówna | Anna Narutowiczówna | Anna Narutowiczówna | Anna Narutowiczówna | Anna Narutowiczówna | Anna Narutowiczówna |                    |                    | Stanisław Narutowicz | Stanisław Narutowicz | Stanisław Narutowicz       | Stanisław Narutowicz       | Stanisław Narutowicz       | Stanisław Narutowicz       |                            |                            |                      |                      | Kazimierz Narutowicz | Kazimierz Narutowicz | Kazimierz Narutowicz | Kazimierz Narutowicz | Kazimierz Narutowicz | Kazimierz Narutowicz |                      |                      |                      |                      |                  |                  |                     |                     |                     |                     |                            |                            |                            |                            |                            |                            |                     |                     |                       |                       |                       |                       | Wanda Piłsudska       | Wanda Piłsudska       | Wanda Piłsudska          | Wanda Piłsudska          | Wanda Piłsudska            | Wanda Piłsudska            |                            |                            | Jadwiga Piłsudska            | Jadwiga Piłsudska            | Jadwiga Piłsudska            | Jadwiga Piłsudska            | Jadwiga Piłsudska            | Jadwiga Piłsudska            |  |  | Andrzej Jaraczewski    | Andrzej Jaraczewski    | Andrzej Jaraczewski    | Andrzej Jaraczewski    | Andrzej Jaraczewski    | Andrzej Jaraczewski    |  |  | Wanda Piłsudska     | Wanda Piłsudska     | Wanda Piłsudska     | Wanda Piłsudska     | Wanda Piłsudska     | Wanda Piłsudska     |  |  |                     |                     |                     |                     |                     |                     |  |  |               |               |               |               |               |               |  |  |  |  |  |  |  |  |  |  |
|                     |                     |                     |                     |                     |                     |                    |                    |                      |                      |                            |                            |                            |                            |                            |                            |                      |                      |                      |                      |                      |                      |                      |                      |                      |                      |                      |                      |                  |                  |                     |                     |                     |                     |                            |                            |                            |                            |                            |                            |                     |                     |                       |                       |                       |                       |                       |                       |                          |                          |                            |                            |                            |                            |                              |                              |                              |                              |                              |                              |  |  |                        |                        |                        |                        |                        |                        |  |  |                     |                     |                     |                     |                     |                     |  |  |                     |                     |                     |                     |                     |                     |  |  |               |               |               |               |               |               |  |  |  |  |  |  |  |  |  |  |
|                     |                     |                     |                     |                     |                     |                    |                    |                      |                      |                            |                            |                            |                            |                            |                            |                      |                      |                      |                      |                      |                      |                      |                      |                      |                      |                      |                      |                  |                  |                     |                     |                     |                     |                            |                            |                            |                            |                            |                            |                     |                     |                       |                       |                       |                       |                       |                       |                          |                          |                            |                            |                            |                            |                              |                              |                              |                              |                              |                              |  |  |                        |                        |                        |                        |                        |                        |  |  |                     |                     |                     |                     |                     |                     |  |  |                     |                     |                     |                     |                     |                     |  |  |               |               |               |               |               |               |  |  |  |  |  |  |  |  |  |  |
|                     |                     |                     |                     |                     |                     |                    |                    |                      |                      |                            |                            |                            |                            |                            |                            |                      |                      |                      |                      |                      |                      |                      |                      |                      |                      |                      |                      |                  |                  |                     |                     |                     |                     |                            |                            |                            |                            |                            |                            |                     |                     |                       |                       |                       |                       |                       |                       |                          |                          |                            |                            |                            |                            | Krzysztof Jaraczewski        | Krzysztof Jaraczewski        | Krzysztof Jaraczewski        | Krzysztof Jaraczewski        | Krzysztof Jaraczewski        | Krzysztof Jaraczewski        |  |  | Joanna z Jaraczewskich | Joanna z Jaraczewskich | Joanna z Jaraczewskich | Joanna z Jaraczewskich | Joanna z Jaraczewskich | Joanna z Jaraczewskich |  |  | Janusz Onyszkiewicz | Janusz Onyszkiewicz | Janusz Onyszkiewicz | Janusz Onyszkiewicz | Janusz Onyszkiewicz | Janusz Onyszkiewicz |  |  |                     |                     |                     |                     |                     |                     |  |  |               |               |               |               |               |               |  |  |  |  |  |  |  |  |  |  |
|                     |                     |                     |                     |                     |                     |                    |                    |                      |                      |                            |                            |                            |                            |                            |                            |                      |                      |                      |                      |                      |                      |                      |                      |                      |                      |                      |                      |                  |                  |                     |                     |                     |                     |                            |                            |                            |                            |                            |                            |                     |                     |                       |                       |                       |                       |                       |                       |                          |                          |                            |                            |                            |                            | Krzysztof Jaraczewski        | Krzysztof Jaraczewski        | Krzysztof Jaraczewski        | Krzysztof Jaraczewski        | Krzysztof Jaraczewski        | Krzysztof Jaraczewski        |  |  | Joanna z Jaraczewskich | Joanna z Jaraczewskich | Joanna z Jaraczewskich | Joanna z Jaraczewskich | Joanna z Jaraczewskich | Joanna z Jaraczewskich |  |  | Janusz Onyszkiewicz | Janusz Onyszkiewicz | Janusz Onyszkiewicz | Janusz Onyszkiewicz | Janusz Onyszkiewicz | Janusz Onyszkiewicz |  |  |                     |                     |                     |                     |                     |                     |  |  |               |               |               |               |               |               |  |  |  |  |  |  |  |  |  |  |

## Inne informacje
W 2022 roku miasto stołeczne Warszawa przekazało maskę pośmiertną Gabriela Narutowicza, wykonaną przez przedsiębiorstwo Braci Łopieńskich, Towarzystwu Zachęty Sztuk Pięknych.